# Сельское поселение Красные Ключи
Сельское поселение Красные Ключи — муниципальное образование в Похвистневском районе Самарской области.
Административный центр — село Красные Ключи.

## Административное устройство
В состав сельского поселения Красные Ключи входят:
- железнодорожный разъезд 1239 км,
- железнодорожный разъезд Аверкино,
- посёлок Активный,
- посёлок Лагеревка,
- село Большая Ега,
- село Красные Ключи.